# ジョアン・アルマダン
ジョアン・アルマダン（Joan Armadans）は、スペインのラリードライバーである。

## 経歴
スペイン国内のラリーで長年活躍しており、2019年現在も活躍している。1996年と1997年にはスペインツーリングカー選手権にも参戦。1997年にはチームメイトで同じくラリードライバーのアレックス・サバターと共に参戦し、同レースのシリーズランキング8位となった。